# 上海聯城足球倶楽部
- 上海聯城足球俱樂部
- 上海聯城足球倶楽部
- 上海連城足球倶楽部

上海聯城足球倶楽部（シャンハイれんじょう そっきゅう くらぶ）かつて存在したプロサッカーのクラブチーム。中国・上海をホームタウンとしていた。中国サッカー・スーパーリーグ（中国超級聯賽、国内リーグ1部に相当）に加盟する上海申花が合併後のクラブである。

## 歴史
- 2003年 中国サッカー協会と上海市サッカー協会がプロチーム「上海联城足球俱乐部（Shanghai United Football Club）」を設立。乙リーグに所属。
- 2004年 上海中邦不動産が「珠海安平足球俱乐部」を買収し、「上海中邦足球俱乐部」として本拠地を上海に移し、浦東聯洋足球倶楽部を元にチームを再編成していた。
- 2005年 「上海中邦足球俱乐部（Shanghai Zobon Football Club）」は超級リーグへ昇格し、9位の戦績。2005年中に「上海联城足球俱乐部」と「上海中邦足球俱乐部」が合併していた（その時のチーム名は「上海联城足球俱乐部中邦队（Shanghai Liancheng Zobon Football Club）」）。
- 2006年 オンラインゲーム企業「第九城市」朱駿総裁の傘下、合併後のチームを「上海聯城足球倶楽部（Shanghai United Football Club）」とする。
- 2007年 同じ上海の上海申花に合併される。

### クラブ名の由来
「聯城」はオーナー企業「第九城市」に由来する。マンチェスター・ユナイテッドFCなどを意識し、英文名は「Shanghai United」となっている。「第九城市」は中国有数のオンラインゲーム会社。